# Caraipa rodriguesii
Caraipa rodriguesii är en tvåhjärtbladig växtart som beskrevs av Paula. Caraipa rodriguesii ingår i släktet Caraipa och familjen Calophyllaceae. Inga underarter finns listade i Catalogue of Life.